# 奈良交通北大和営業所
奈良交通北大和営業所（ならこうつうきたやまとえいぎょうしょ）は、奈良県生駒市上町にある奈良交通の営業所。
1978年に生駒営業所と西奈良営業所の機能が統合されて誕生した営業所である。2006年、営業所の西隣に学研北生駒駅が開業し、駅前バスターミナル至近の営業所となった。奈良県北西部における住宅地開発の進展により急増した輸送を担ってきた。

## 一般路線
学園前駅、生駒駅、富雄駅、東生駒駅を起点としている。北大和営業所所管の一般路線バスが通る自治体は、奈良県奈良市、生駒市、大和郡山市、大阪府四條畷市、大東市（停留所はない）である。以前は大阪府交野市や京都府相楽郡精華町・木津町（現・木津川市）にも路線を伸ばしていた。
★印は始発停留所を起点に21:00 - 最終まで自由乗降を実施している路線（過去に行われていた路線を含む）。一部区間に自由乗降指定地が設置している。

### 奈良学園線
- 文：近鉄郡山駅 → 奈良学園（急行、途中山田町のみ停車）

※2014年4月1日現在、奈良営業所・西大和営業所と共管。
　現在は北大和営業所担当便はなくなっている。
- 文：学園前駅 → 奈良学園

### 奈良富雄線

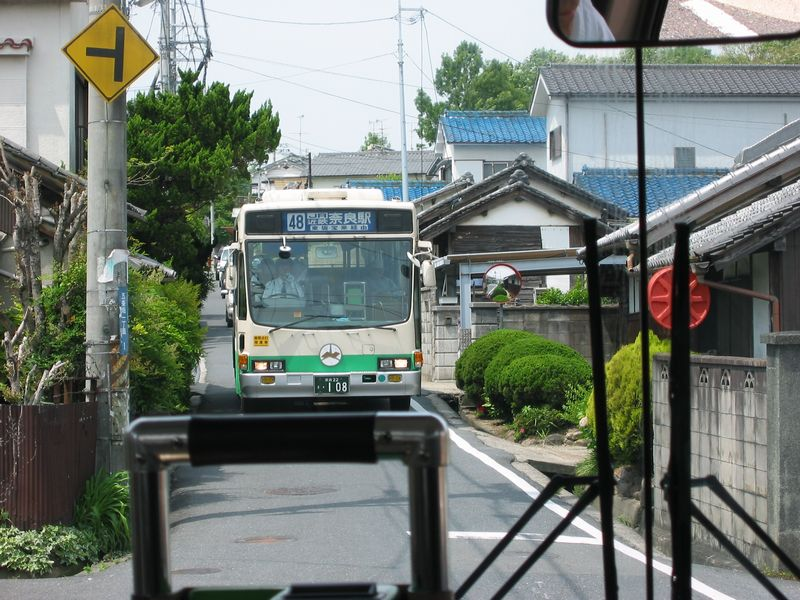
畑バス停付近

- 41：尼ヶ辻駅 - 宝来三丁目 - 宝来 - 東坂 - 藤の木台一丁目 - 学園大和町 - 学園前駅（南）
- 48：近鉄奈良駅 - JR奈良駅 - 三条大宮町 - 尼ヶ辻駅 - 宝来三丁目 - 宝来 - 東坂 - 藤の木台一丁目 - 学園大和町 - 学園前駅（南）

※2018年5月1日、奈良県総合医療センターの移転に伴い、下記の系統が廃止された。「県総合医療センター口」は、「宝来三丁目」へ改称。
- 39：尼ヶ辻駅 - 県総合医療センター口 - 県総合医療センター（エヌシーバス委託）
- 43：近鉄奈良駅 - 三条大宮町 - 尼ヶ辻駅 - 県総合医療センター口 - 県総合医療センター

※2018年3月17日より以下の系統が廃止された。廃止直前は朝に近鉄奈良行きが1本だけ運転されていた。
- 40： 富雄駅 → 富雄中山 →  砂茶屋 →  宝来 → 県総合医療センター口 →  尼ヶ辻駅 →  三条大宮町 →  JR奈良駅 → 近鉄奈良駅

※2014年4月1日、「県立奈良病院口」は「県総合医療センター口」へ、「県立奈良病院前」は「県総合医療センター」へそれぞれ改称。
※2013年3月17日現在、41・48系統は奈良営業所と共管、41系統は尼ヶ辻駅ゆきが夕方から夜間にかけて数本・学園前駅ゆきが早朝に1本のみを運行。
途中国道308号を経由し、尼ヶ辻駅付近及び宝来 - 東坂間では大型車同士がすれ違えない狭隘な区間が存在し、無線連絡により離合を行っている。

### 学園緑ヶ丘線
- 33：学園前駅（北） - 百楽園五丁目 - 学園緑ヶ丘一丁目

2013年3月17日のダイヤ改正にて、エヌシーバス郡山営業所（委託）から当所に移管された。
※ また、過去にはこの系統は、11:学園前駅（北） - 百楽園四丁目として運行されていた。

### あやめ池線
- 36：学園前駅（南）→あやめ池駅→疋田（ひきた）→菅原西町→阪奈菅原→菅原神社前→疋田→あやめ池駅→学園前駅（南）（あやめ池循環）

2013年3月17日のダイヤ改正にて、エヌシーバス郡山営業所（委託）から当所に移管され、系統番号がこれまでの「33」から「36」に変更された。

### 生駒イトーピア線
- 102：学園前駅（北） - 登美ヶ丘二丁目 - 登美ヶ丘三丁目 - 中登美ヶ丘二丁目 - 北登美ヶ丘一丁目 - 学研奈良登美ヶ丘駅（南） - 樋の平（ひのひら） - 鹿ノ台北二丁目（各停）
- 103：学園前駅（北） - 登美ヶ丘三丁目 - 中登美ヶ丘二丁目 - 学研奈良登美ヶ丘駅（南） - 樋の平 - 鹿ノ台北二丁目（急行）
- 112：学園前駅（北） - 登美ヶ丘二丁目 - 登美ヶ丘三丁目 - 中登美ヶ丘二丁目 - 北登美ヶ丘一丁目 - 学研奈良登美ヶ丘駅 - 樋の平 - 鹿ノ台北二丁目（各停）
- 113：学園前駅（北） - 登美ヶ丘三丁目 - 中登美ヶ丘二丁目 - 北登美ヶ丘一丁目 - 学研奈良登美ヶ丘駅 - 樋の平 - 鹿ノ台北二丁目（急行）

朝方は102・103系統を運行し、その他の時間帯は112・113系統を運行。急行便は朝は学園前駅ゆき、夕方は平日のみ鹿ノ台北二丁目ゆきが運行され、学園前駅 - 登美ヶ丘三丁目間・中登美ヶ丘二丁目 - 学研奈良登美ヶ丘駅間途中無停車（113系統は登美ヶ丘一丁目・北登美ヶ丘一丁目にも停車）。103系統は学園前駅ゆきのみ、113系統は鹿ノ台北二丁目ゆきのみ設定。
※ 2006年（平成18年）3月の路線再編直前は、12系統（各停）・13系統（急行）が102・103系統とほぼ同一経路で運行されていた。
※ また、過去には「学園前北線」の一部として、3:学園前駅（北） - 登美ヶ丘三丁目 - 中登美ヶ丘二丁目（各停）も運行されていた。

### 北大和住宅線
- 129：学園前駅（北） - 大渕橋 - 中登美ヶ丘四丁目 - 北大和五丁目 - 北大和一丁目 - 学研北生駒駅（急行）
- ★130：学園前駅（北） - 大渕橋 - 中登美ヶ丘四丁目 - 北大和五丁目 - 北大和一丁目 - 学研北生駒駅（各停）

2021年10月1日現在、急行便は朝と夕方に運行され、学園前駅 - 大渕橋間途中無停車（夕方の急行便は登美ヶ丘一丁目にも停車かつ、学研北生駒駅ゆきのみの運行）。
※ 2006年（平成18年）3月の路線再編直前は、「学園前北線」の一部として以下の経路で運行されていた
- ★20：学園前駅（北） - 大渕橋 - 西登美ヶ丘四丁目 - 西登美ヶ丘五丁目 - 松陽台（しょうようだい）二丁目 - 真弓一丁目 - 北大和一丁目 - 北大和五丁目（各停）
- ★28：学園前駅（北） - 大渕橋 - 西登美ヶ丘四丁目 - 松陽台二丁目 - 真弓一丁目 - 北大和一丁目 - 北大和五丁目（各停）
- 29：学園前駅（北） - 大渕橋 - 西登美ヶ丘四丁目 - 松陽台二丁目 - 真弓一丁目 - 北大和一丁目 - 北大和五丁目（急行）
- 30：北大和五丁目 → 北大和一丁目 → 真弓一丁目 → 松陽台二丁目 → 学園前駅（北）（急行、松陽台二丁目から学園前駅まで途中無停車。平日の朝1本のみ運行）

### 奈良学園登美ヶ丘線
- 3：学園前駅（北） → 奈良学園登美ヶ丘 → 中登美ヶ丘四丁目（快速、途中奈良学園登美ヶ丘のみ停車）

2010年3月19日運行開始。同日現在、平日・土曜（休日の場合を除く）の登校時間帯に運行。

### 中登美ヶ丘団地線
- 9：学園前駅（北） - 大渕橋 - 中登美ヶ丘四丁目（急行）
- ★10：学園前駅（北） - 大渕橋 - 中登美ヶ丘四丁目（各停）
- 109：学園前駅（北） - 大渕橋 - 中登美ヶ丘四丁目 - 学研奈良登美ヶ丘駅（急行）
- ★110:学園前駅（北） - 大渕橋 - 中登美ヶ丘四丁目 - 学研奈良登美ヶ丘駅（各停）

2021年10月1日現在、急行便は朝と夕方に運行され、学園前駅 - 大渕橋間・中登美ヶ丘四丁目 - 学研奈良登美ヶ丘駅間途中無停車（夕方の急行便は登美ヶ丘一丁目・北登美ヶ丘一丁目（学研奈良登美ヶ丘駅ゆきのみ）にも停車かつ、学研奈良登美ヶ丘駅ゆきのみの運行）、9系統と10系統は平日および土曜（休日の場合を除く）の朝方のみ運行（中登美ヶ丘四丁目ゆきは平日に9系統が1本のみ）。
※ 10系統は2006年3月の路線再編で廃止されたが、2013年3月17日から学園前駅ゆきのみで復活した。なお、10系統は2023年5月13日から平城営業所の高の原駅 - 神功四丁目 - 学園前駅（北）でも設定されており、鶴舞町六丁目 - 学園前駅（北）間で運行区間が重複している。

### 西登美ヶ丘真弓線
- ★8：学園前駅（北） - 大渕橋 - 西登美ヶ丘四丁目 - 西登美ヶ丘五丁目（各停）
- 125：学園前駅（北） - 大渕橋 - 西登美ヶ丘四丁目 - 松陽台二丁目 - 真弓一丁目 - 学研北生駒駅（急行）
- ★126：学園前駅（北） - 大渕橋 - 西登美ヶ丘四丁目 - 松陽台二丁目 - 真弓一丁目 - 学研北生駒駅（各停）
- 127：学園前駅（北） - 大渕橋 - 西登美ヶ丘四丁目 - 西登美ヶ丘五丁目 - 松陽台二丁目 - 真弓一丁目 - 学研北生駒駅（急行）
- ★128：学園前駅（北） - 大渕橋 - 西登美ヶ丘四丁目 - 西登美ヶ丘五丁目 - 松陽台二丁目 - 真弓一丁目 - 学研北生駒駅（各停）

2021年10月1日現在、急行便は平日の朝に運行され、学園前駅 - 大渕橋間途中無停車、8系統は平日の朝のみの運行、125系統は学園前駅ゆきのみ、127系統は学研北生駒駅ゆきのみ設定。
※ 8系統は1982年まで深夜時間帯の西登美ヶ丘五丁目行きは中登美ヶ丘団地を経由して運行されていた。
※ 2006年（平成18年）3月の路線再編直前は、「学園前北線」の一部として上記の8系統と以下の各系統が運行されていた。
-  ★18：学園前駅（北） - 大渕橋 - 西登美ヶ丘四丁目 - 西登美ヶ丘五丁目 - 松陽台二丁目 - 真弓一丁目（各停）

### 奈良北高校線
- 19：学園前駅（北） - 大渕橋 - 西登美ヶ丘四丁目 - 松陽台二丁目 - 奈良北高校

※ 「奈良北高校」停留所は2006年（平成18年）3月の路線再編時に「北大和高校」より改称（奈良県立奈良北高等学校の項も参照）。 2010年3月19日現在、平日の登・下校時間帯のみの運行で、土曜・休日および奈良北高校の休校日は全便運休となる。

### 学園高山線
- 134：学研北生駒駅 - 北大和一丁目 - 北大和四丁目 - 高山サイエンスタウン（各停）
- 135：学園前駅（北） - 大渕橋 - 西登美ヶ丘四丁目 - 松陽台二丁目 - 真弓一丁目 - 学研北生駒駅 - 北大和一丁目 - 北大和四丁目 - 高山サイエンスタウン（急行）
- 136：学園前駅（北） - 大渕橋 - 西登美ヶ丘四丁目 - 松陽台二丁目 - 真弓一丁目 - 学研北生駒駅 - 北大和一丁目 - 北大和四丁目 - 高山サイエンスタウン（各停）
- 138：学園前駅（北） - 大渕橋 - 西登美ヶ丘四丁目 - 西登美ヶ丘五丁目 - 松陽台二丁目 - 真弓一丁目 - 学研北生駒駅 - 北大和一丁目 - 北大和四丁目 - 高山サイエンスタウン（各停）

2021年10月1日現在、急行便は朝に運行され、学園前駅 - 大渕橋間途中無停車、136系統は高山サイエンスタウンゆきのみ設定。
※ 2006年（平成18年）3月の路線再編直前は、以下の経路で運行されていた。
- 4：学園前駅（北） - 登美ヶ丘二丁目 - 登美ヶ丘三丁目 - 中登美ヶ丘二丁目 - 北登美ヶ丘一丁目 - 樋の平 - 国道鹿畑（しかのはた） - 高山サイエンスタウン（各停、ただし、鹿ノ台東一丁目は全便無停車）
- 5：学園前駅（北） - 登美ヶ丘三丁目 - 中登美ヶ丘二丁目 - 北登美ヶ丘一丁目 - 樋の平 - 国道鹿畑 - 高山サイエンスタウン（急行、学園前駅 - 登美ヶ丘三丁目間・中登美ヶ丘二丁目 - 樋の平間・樋の平 - 鹿畑口間途中無停車。末期、夕方の急行便は登美ヶ丘一丁目と北登美ヶ丘一丁目にも停車）

※ 134系統は2006年3月の路線再編から運行開始後2007年3月31日に廃止されたが、2011年12月1日から復活した。
※ 137系統は2006年（平成18年）3月の路線再編から2013年3月16日まで以下の経路で運行されていた
-  137：高山サイエンスタウン → 北大和四丁目 → 北大和一丁目 → 学研北生駒駅 → 真弓一丁目 → 松陽台二丁目 → 西登美ヶ丘五丁目 → 西登美ヶ丘四丁目 → 大渕橋 → 学園前駅（北）（急行、登美ヶ丘一丁目 - 学園前駅間無停車、夕方の学園前駅ゆきのみ設定）

### 学園前高畑線
- 160：高畑町 - 近鉄奈良駅 - JR奈良駅西口 - 奈良市庁前 - 阪奈宝来 - 学園前駅
- 161：近鉄奈良駅 - JR奈良駅西口 - 奈良市庁前 - 阪奈宝来 - 学園前駅

学園前高畑線は奈良県庁、奈良市庁などが所在する奈良市中心部から奈良市西部の学園前駅方面へ至るバス路線である。学園前駅発着のバスは、前扉から乗車し、乗車時に整理券を受け取らない「前のり」運行が基本だが、学園前高畑線のバスは後扉から乗車し、乗車時に整理券を受け取る「後のり」運行である。バスのフロントガラスには「後のり」の表示がなされている。降車は前扉から行い、3扉を持つバスの場合は中扉を締め切りにして運行された。
※ 2011年（平成23年）3月のダイヤ改正以前は 260：高畑町 - 学研北生駒駅 で運行されていた。
※ 2006年（平成18年）3月の路線再編直前は 160：高畑町 - 西登美ヶ丘五丁目 で運行されていた。
2013年3月17日のダイヤ改正で、北大和営業所から奈良営業所に移管されている。

### 赤膚線
- ★23：学園前駅（南） - 西郊住宅前 - 学園大和町（だいわちょう） - 藤の木台一丁目 - 藤の木台二丁目 - 東坂 - 赤膚山（あかはだやま）
- 24：学園前駅（南） - 大和文華館 - 西郊住宅前 - 学園大和町 - 藤の木台一丁目 - 藤の木台二丁目 - 東坂 - 赤膚山
- 25：藤の木台一丁目→学園大和町→西郊住宅前→学園前駅（南）

2010年3月19日現在、25系統は平日の朝方のみ運行、24系統は大和文華館のリニューアル工事に伴う一時休館に伴って運休中（23系統での運行に変更）。なお、23系統の一部は赤膚山で西の京駅ゆき（67系統＝エヌシーバスの項を参照）に連絡し、乗り継ぎ運賃も設定されている。

### 大和町線
- ★21：学園前駅（南） - 西郊住宅前 - 学園大和町 - 学園大和町三丁目 - 学園大和町五丁目

### 西千代ヶ丘線
- ★22：学園前駅（南） - 西郊住宅前 - 学園中三丁目 - 千代ヶ丘一丁目 - 西千代ヶ丘二丁目
- ★26：学園前駅（南） - 西郊住宅前 - 学園大和町 - 学園大和町三丁目 - 千代ヶ丘一丁目 - 西千代ヶ丘二丁目

### 学園前若草台線
- 27：学園前駅（南） - 西郊住宅前 - 学園大和町 - 藤の木台一丁目 - 藤の木台四丁目 - 熊取 - 丸山橋 - 若草台

### 学園前奈良病院線
- 28：学園前駅（南） - 西郊住宅前 - 学園大和町 - 藤の木台一丁目 - 藤の木台四丁目 - 熊取 - 若草台 - 奈良県総合医療センター
- 29：学園前駅（南） - 西郊住宅前 - 学園大和町 - 藤の木台一丁目 - 藤の木台四丁目 - 熊取 - 奈良県総合医療センター

2018年3月17日改正にて新設。若草台を経由する便は28系統、経由しない便は29系統として運転される。

### 西の京高校線
- 34：学園前駅（南） - 西郊住宅前 - 学園大和町 - 藤の木台一丁目 - 藤の木台四丁目 - 青垣台一丁目 - 六条西三丁目（各停）
- 35：学園前駅（南） - （この間無停車） - 藤の木台四丁目 - 青垣台一丁目 - 六条西三丁目（急行）

2007年4月1日運行開始。2013年3月17日現在、35系統は平日の朝方のみ運行。元々西の京高校周辺の団地住民から要望のあった路線。西の京高等学校地域創生コース生徒の探究活動の一環として路線を提案し実現した路線。
2023年4月1日，西の京高等学校閉校（県立大学附属高校へ名称変更）により，終点，西の京高校バス停の名称変更（西の京高校⇨六条西三丁目）

### 学園朝日町循環線
- 31：学園前駅（北） → 登美ヶ丘一丁目 → 朝日町一丁目 → 轉輪王（てんりんおう）教会 → 朝日町二丁目東 → 青葉公園 → 朝日町一丁目 → 登美ヶ丘一丁目 → 学園前駅（北）（各停）
- 32：学園前駅（北） → 登美ヶ丘一丁目 → 朝日町一丁目 → 轉輪王教会→朝日町二丁目東 → 青葉公園 → 朝日町一丁目 → 登美ヶ丘一丁目 → 学園前駅（北）（急行。登美ヶ丘一丁目→学園前駅は途中無停車）

平日は学園前駅発朝7時台まで32系統、8時台以降は31系統を、土休日は終日31系統を運行。早朝に轉輪王教会前始発（平日は32系統・土休日は31系統）、夜間に青葉公園止まり（31系統）がある。

### 富雄南住宅線
- 43：富雄駅 - 三碓（みつがらす）→ 桜公園 → 帝塚山西二丁目 → 奈良帝塚山ヒルズ → 帝塚山南四丁目 → 帝塚山南二丁目
- 44：富雄駅 - 三碓 - 帝塚山南四丁目 - 帝塚山南二丁目 - 奈良帝塚山ヒルズ
- 45：富雄駅 - 三碓 - 帝塚山南四丁目 - 帝塚山南二丁目 - 奈良帝塚山ヒルズ - 帝塚山西二丁目
- 46：富雄駅 - 三碓 - 帝塚山南四丁目
- 47：富雄駅 - 三碓 - 帝塚山南四丁目 - 帝塚山南二丁目 - 帝塚山西二丁目

2010年3月19日現在、47系統は日曜・祝日は運行されていない。
「帝塚山西二丁目」停留所は2008年9月1日に「富雄高校」より改称（奈良県立富雄高等学校が奈良県立北大和高等学校と統合し、奈良県立奈良北高等学校となった。富雄高等学校の校舎は奈良県立奈良西養護学校の校舎に改築された。奈良県立奈良北高等学校の項も参照）。

### 富雄若草台線
- 50：富雄駅 - 三碓 - 富雄中山 - 砂茶屋 - 丸山橋 - 若草台

### 富雄団地循環線
- 58：富雄駅→鳥見町二丁目→ショッピングセンター→公団管理事務所→三松ヶ丘（みまつがおか）緑地→三松ヶ丘→三松ヶ丘公園→三松ヶ丘緑地→鳥見小学校→ショッピングセンター→鳥見町二丁目→富雄駅（富雄団地・三松ヶ丘循環）
- 60：富雄駅→鳥見町二丁目→ショッピングセンター→公団管理事務所→鳥見小学校→ショッピングセンター→鳥見町二丁目→富雄駅（富雄団地循環）
- 61：富雄駅→鳥見町二丁目→ショッピングセンター→公団管理事務所→鳥見小学校→ショッピングセンター

※2015年4月1日のダイヤ改正にて、58系統が新設された。
※2015年4月1日現在、58系統は日中のみ運行、61系統は深夜に数本のみ運行、60系統の早朝の数本は公団管理事務所始発で運行。

### 近畿大学線
近畿大学農学部キャンパスへのシャトル路線で、当路線のみ専用のりば「富雄」から発着している。ここは元「富雄駅」バスのりばであったが駅東口へ機能移転、その後に近畿大学線専用の発着所となったもの。過去はダイエー富雄店から発着していた。
- 文:富雄 - 三碓 - 近大橋 - 近畿大学

### 富雄庄田線
- 151：富雄駅 - 二名（にみょう） - 春日橋 - 生駒上町 - 掛橋 - 上大町 - 学研北生駒駅 - 上大町 - 鵄山（とびやま） - 高山 - 高山学校前
- 152：富雄駅 - 二名 - 春日橋 - 生駒上町 - 掛橋 - 上大町 - 学研北生駒駅 - 上大町 - 鵄山 - 高山 - 高山学校前 - 庄田
- 153：富雄駅 - 二名 - 春日橋 - 生駒上町 - 掛橋 - 上大町 - 学研北生駒駅 - 上大町 - 鵄山 - 高山 - 高山学校前 - 庄田 - 傍示（ほうじ）
- 154：富雄駅 - 二名 - 育英西校 - 春日橋 - 生駒上町 - 掛橋 - 上大町 - 学研北生駒駅 - 上大町 - 鵄山 - 高山 - 高山学校前 - 庄田 - 傍示
- 155：富雄駅 - 二名 - 春日橋 - 生駒上町 - 掛橋 - 上大町 - 学研北生駒駅
- 156：富雄駅 - 二名 - 春日橋 - 生駒上町 - 掛橋 - 上大町 - 学研北生駒駅 - 上大町 - 鵄山 - 高山 - 高山学校前 - 庄田 - 傍示 - 生駒北スポーツセンター
- 157：富雄駅 - 二名 - 育英西校 - 春日橋 - 生駒上町 - 掛橋 - 上大町 - 学研北生駒駅 - 上大町 - 鵄山 - 高山 - 高山学校前 - 庄田 - 傍示 - 生駒北スポーツセンター
- 文：富雄駅 - 育英西校

※2015年4月1日のダイヤ改正にて、156・157系統が新設された。
※2015年4月1日現在、153系統は平日のみ、156系統は土曜・休日のみ運行。154系統は平日の朝方に傍示ゆき1本のみを運行（ただし育英西中・高校の休校日は153系統での運行に変更）、157系統は土曜日（休日を除く）の朝方に生駒北スポーツセンターゆき1本のみを運行（ただし育英西中・高校の休校日は156系統での運行に変更）。153・154・155系統は、地域間幹線系統として、国・奈良県の補助を受ける。
※ 2006年（平成18年）3月の路線再編直前は、上記の「文」系統と以下の系統が運行されていた。
- 51：富雄駅 - 二名 - 春日橋 - 生駒上町 - 掛橋 - 鵄山 - 高山 - 高山学校前
- 52：富雄駅 - 二名 - 春日橋 - 生駒上町 - 掛橋 - 鵄山 - 高山 - 高山学校前 - 庄田
- 53：富雄駅 - 二名 - 春日橋 - 生駒上町 - 掛橋 - 鵄山 - 高山 - 高山学校前 - 庄田 - 傍示
- 54：富雄駅 - 二名 - 育英西校 - 春日橋 - 生駒上町 - 掛橋 - 鵄山 - 高山 - 高山学校前 - 庄田
- 57：富雄駅 - 二名 - 春日橋 - 生駒上町 - 掛橋 - 上大町

### 生駒台循環線
- 77：生駒駅北口→谷田町→生駒郵便局→東松ヶ丘生駒警察署→俵口→俵口阪奈中央病院→北条（きたんじょう）→松美台→新生駒台北口→新生駒台→生駒台小学校→生駒台東口→生駒台→俵口→東松ヶ丘生駒警察署→生駒郵便局→谷田町→生駒駅北口（生駒台循環外回り）
- 78：生駒駅北口→谷田町→生駒郵便局→東松ヶ丘生駒警察署→俵口→生駒台→生駒台東口→生駒台小学校→新生駒台→新生駒台北口→松美台→北条→俵口阪奈中央病院→俵口→東松ヶ丘生駒警察署→生駒郵便局→谷田町→生駒駅北口（生駒台循環内回り）
- 80：生駒駅北口 - 谷田町 - 生駒郵便局―東松ヶ丘生駒警察署―俵口 - 生駒台 - 生駒台東口―生駒台小学校―新生駒台 - 新生駒台北口
- 81：生駒駅北口 - 谷田町 - 生駒郵便局―東松ヶ丘生駒警察署―俵口 - 俵口阪奈中央病院 - 北条 -松美台― 新生駒台北口
- 84：生駒駅北口→谷田町→生駒郵便局→東松ヶ丘生駒警察署→俵口→俵口阪奈中央病院→北条→松美台→新生駒台北口→新生駒台→生駒台小学校→生駒台東口→生駒台

84系統は深夜バス系統で平日のみの運行。ダイヤ改正が行われる度、バスの本数は減少。現在では、平日に外回り、内回り合わせて4本である。

### 北田原線
- 82：生駒駅北口 - 谷田町 - 俵口 - 俵口阪奈中央病院 - 北条 - 新生駒台北口 - 南田原（みなみたわら） - 出店 - 山口川 - 北田原（きたたわら）

※ 山口川 - 北田原間は京阪バスの18号経路（田原台一丁目 - 京阪私市 - 京阪交野市駅、2023年9月廃止）と重複する区間でもあった。

### 上町生駒線
- 188：学研北生駒駅→上大町→白庭台住宅→白谷→稲葉→出店→南田原→新生駒台→生駒台→俵口→谷田町→生駒駅北口
- 189：学研北生駒駅 - 上大町 - 白庭台住宅 - 白谷 - 稲葉 - 出店 - 南田原 - 新生駒台北口 - 北条 - 俵口阪奈中央病院 - 俵口 - 谷田町 - 生駒駅北口

※ 188系統は新生駒台北口には停車しない。
※ 2006年（平成18年）3月の路線再編直前は、以下の各系統が運行されていた。
- 88：上大町 - 白庭台住宅 - 白谷 - 稲葉 - 出店 - 南田原 - 新生駒台北口 - 新生駒台 - 生駒台 - 俵口 - 谷田町 - 生駒駅北口
- 89：上大町 - 白庭台住宅 - 白谷 - 稲葉 - 出店 - 南田原 - 新生駒台北口 - 北条 - 俵口阪奈中央病院 - 俵口 - 谷田町 - 生駒駅北口
- 92：西登美ヶ丘五丁目 - 松陽台二丁目 - 真弓一丁目 - 上大町 - 白庭台住宅 - 白谷 - 稲葉 - 出店 - 南田原 - 新生駒台北口 - 新生駒台 - 生駒台 - 俵口 - 谷田町 - 生駒駅北口
- 91：西登美ヶ丘五丁目 - 松陽台二丁目 - 真弓一丁目 - 上大町 - 白庭台住宅 - 白谷 - 稲葉 - 出店 - 南田原 - 新生駒台北口 - 北条 - 俵口阪奈中央病院 - 俵口 - 谷田町 - 生駒駅北口

### パークヒルズ田原線
| 生駒駅より到着 |  | バスが数台止まれるスペースを持つ田原台一丁目 |
| 生駒駅より到着 |  | バスが数台止まれるスペースを持つ田原台一丁目 |

この路線は2025年2月9日現在、空港リムジンバス・深夜急行バスを除く奈良交通の定期乗合バス路線で唯一、大阪府内に乗り入れている路線である。
- 79：生駒駅南口 - 谷田町 - 俵口 - 俵口阪奈中央病院 - 池谷 - 北谷公園 - 田原台（たわらだい）七丁目 - 田原台一丁目（各停）
- 97：田原台一丁目→田原台七丁目→北谷公園→池谷→喜里が丘（きりがおか）南口→生駒駅南口（急行、喜里が丘南口から生駒駅南口まで途中無停車）
- 86：生駒駅南口 - 谷田町 - 俵口 - 俵口阪奈中央病院 - 池谷 - 田原台八丁目 - 田原台七丁目 - 田原台一丁目（各停）
- 96：生駒駅南口 - 谷田町 - 俵口 - 俵口阪奈中央病院 - 池谷 - 田原台八丁目 - 田原台九丁目西 - 田原台七丁目 - 田原台一丁目（各停）
- 85：生駒駅南口 - 谷田町 - 俵口 - 俵口阪奈中央病院 - 池谷 - 田原台八丁目 - 田原台九丁目西（各停）

2024年3月23日現在、85系統は平日の朝夕および土曜・休日の朝方のみ（日曜・祝日は田原台九丁目西ゆきは設定なし）、97系統は平日の朝7時台に生駒駅南口ゆき5本を運行。

### ひかりが丘住宅線
- 文：宛の木→稲葉→西白庭台一丁目→西白庭台二丁目
- 69：稲倉→宛の木→稲葉→白庭台駅→西白庭台一丁目→ひかりが丘
- 70：宛の木→稲葉→白庭台駅→西白庭台一丁目→ひかりが丘
- 168：ひかりが丘 - 西白庭台一丁目 - 白庭台駅 - あすか野センター - 稲倉 - 東生駒駅 - 生駒駅南口
- 170：ひかりが丘→西白庭台一丁目→白庭台駅→稲葉→宛の木→稲倉→東生駒駅
- 171：ひかりが丘→西白庭台一丁目→白庭台駅→あすか野団地→稲倉→東生駒駅
- 172：東生駒駅→稲倉→あすか野センター→白庭台駅→西白庭台一丁目→ひかりが丘
- 173：ひかりが丘 - 西白庭台一丁目 - 白庭台駅

2013年3月17日現在、69系統は土曜（休日の場合を除く）17時台に1本を、70系統は平日日中に7本を、170系統は平日朝7時台に3本および土曜・休日朝7時台に1本を、171系統は朝方に数本（日曜・祝日は1本のみ）を、172系統は午前中に数本をそれぞれ運行。
※ 文系統は2022年3月12日ダイヤ変更で新設。生駒台小学校の開校日のみ運行で、白谷～白庭台駅を経由しない。 
※ 69系統（現行）は2008年（平成20年）12月16日のダイヤ改正までは「169系統・生駒駅南口 - 稲倉 - ひかりが丘」として運行されていた。
※ 171系統は、あすか野センターには停車しない(経由しない)。
※ 2006年（平成18年）3月の路線再編直前は、以下の各系統が運行されていた（当路線と類似する「白庭台住宅線」を含む）。
- 69：ひかりが丘 - イモ山 - 稲葉 - 出店 - 宛の木 - 稲倉 - 生駒辻町 - 東生駒駅
  - 71：白庭台住宅 - あすか野団地 - あすか野団地口 - 稲倉 - 生駒辻町 - 東生駒駅
  - 72：白庭台住宅 - あすか野団地 - あすか野センター - あすか野団地 - あすか野団地口 - 稲倉 - 生駒辻町 - 東生駒駅
  - 73：白庭台住宅 - あすか野団地 - あすか野センター - あすか野団地 - あすか野団地口 - 稲倉 - 生駒辻町 - 東生駒駅 - 生駒駅南口

### 生駒ニュータウン線
- 64：あすか野センター - あすか野団地 - あすか野団地口 - 稲倉 - 生駒辻町 - 東生駒駅 - 生駒駅南口
- 65：あすか野センター - （あすか野南循環） - あすか野センター - あすか野団地 - あすか野団地口 - 稲倉 - 生駒辻町 - 東生駒駅 - 生駒駅南口（循環区間内は両行き先とも反時計回り）
- 165：白庭台駅 - あすか野団地 - あすか野センター - あすか野団地 - あすか野団地口 - 稲倉 - 生駒辻町 - 東生駒駅 - 生駒駅南口

2024年3月23日現在、165系統は白庭台駅ゆきが夜間に2本・生駒駅南口ゆきが平日・土曜（休日の場合を除く）の23時台に1本のみを運行。
※ 165系統は2006年（平成18年）3月の路線再編まで 65:あすか野センター - あすか野団地 - あすか野団地口 - 稲倉 - 生駒辻町 - 東生駒駅 で運行されていた。
※ 現在の65系統は、64系統の一部の便を延長（周回運転化）させたもので、2013年6月17日に新設された。

### 旭ヶ丘線
- 90：生駒駅南口 - 湯船 - 新旭ヶ丘 - 中菜畑（なかなばた）二丁目

### 東生駒団地線
- 62：東生駒駅 - 東生駒一丁目 - 東生駒二丁目 - さつき台住宅 - 小瀬（おぜ）保健福祉ゾーン
- 63：生駒駅南口 - 東生駒駅 - 東生駒一丁目 - 東生駒二丁目 - さつき台住宅 - 小瀬保健福祉ゾーン
- 71：東生駒駅 - 東生駒一丁目 - 東生駒二丁目 - さつき台住宅 - 翠光台（すいこうだい）
- 76：東生駒駅 - 東生駒一丁目 - 東生駒二丁目 - さつき台住宅

※ 71系統は、2013年（平成25年）6月17日に76系統の一部の便が延長する形で新設された。

### 帝塚山住宅線
- 67：東生駒駅 - 東生駒一丁目 - 東生駒二丁目 - さつき台住宅 - 東生駒二丁目 - 東生駒一丁目東 - 帝塚山大学前 - 帝塚山住宅
- 74：生駒駅 - 東生駒一丁目 - 東生駒一丁目東 - 帝塚山大学 - 帝塚山大学前 - 帝塚山住宅
- 75：東生駒駅 - 東生駒一丁目 - 東生駒一丁目東 - 帝塚山大学前 - 帝塚山住宅

2024年3月23日現在、67系統は平日の深夜0時台に帝塚山住宅ゆき1本のみを運行（深夜バス扱いで、運賃は普通運賃の2倍となる）。

### 帝塚山スクール線
- 文：東生駒駅 - 東生駒一丁目 - 東生駒一丁目東 - 帝塚山大学
- 文：生駒駅南口 - 東生駒駅 - 東生駒一丁目 - 東生駒一丁目東 - 帝塚山大学

### 生駒山麓公園ふれあいセンター線
- (系統番号なし)：東生駒駅 - 生駒駅南口 - 俵口 - 生駒山麓公園ふれあいセンター

生駒市の委託を受けて運行している路線。運賃は片道100円(小児50円)となっており、CI-CA、PiTaPa、ICOCAなどのICカードも利用可能。
途中停留所ではふれあいセンター行きは乗車のみ、東生駒駅行きは降車のみとなっている。

### コミュニティバス路線

#### 生駒市コミュニティバス(たけまる号)
全4路線のうち、光陽台線を受託運行している。そのほかの路線は生駒交通が運行している。

### リムジン・高速路線

#### 京都学研線
- 京都駅八条口 - 学研けいはんなプラザ

## 廃止・撤退路線

### 生駒庄田線
- 83：生駒駅北口 - 北条 - 山口川 - イモ山 - 高山 - 高山学校前
- 87：生駒駅北口 - 北条 - 山口川 - イモ山 - 高山 - 高山学校前 - 庄田 - 傍示

※ 2006年3月の路線再編で廃止された。

### 私市線
- 67：京阪私市（けいはんきさいち） - 北田原 - 宛の木 - 東生駒駅

※ 2002年2月の路線再編で廃止された。なお当路線単独となる県境越え区間（京阪私市 - 北田原）については、その後も京阪バス（18号経路）の途中区間として運行が続けられていたが、そちらも2023年9月に廃止された。
- 95：東生駒駅→山崎町→生駒駅南口

※ 2006年3月の路線再編で廃止された。廃止時は上記方向の片道1本のみ。近鉄東生駒駅の設置（1968年）より以前は、私市線として上述67系統と一体運行（京阪私市 - 生駒駅）で、1974年まではボンネットバスでの運行だった。

### 登美ヶ丘三丁目線
- 2：学園前駅（北） - 大渕橋 - 登美ヶ丘中三丁目 - 登美ヶ丘三丁目

※ 2006年3月の路線再編で廃止された。
※ 前身の2系統は、学園前駅（北） - 登美ヶ丘二丁目 - 登美ヶ丘三丁目 - 登美ヶ丘中三丁目 - 西登美ヶ丘二丁目
※ 「登美ヶ丘中三丁目」停留所は2系統廃止以降も奈良学園スクール専用バスで使用されている（過去には深夜急行バス「はんな号」で降車のみで使用された）。

### 真弓東口線
- 14：学園前駅（北） - 大渕橋 - 西登美ヶ丘四丁目 - 松陽台二丁目 - 真弓東口（各停）
- 15：学園前駅（北） - 大渕橋 - 西登美ヶ丘四丁目 - 松陽台二丁目 - 真弓東口（急行）

### 赤膚線
- 25：藤の木台一丁目→学園大和町→西郊住宅前→学園前駅（南）

※ 2013年3月17日のダイヤ改正で廃止された。

### 富雄郡山線
- ：富雄駅 - 三碓 - 砂茶屋 - 木島 - 近鉄郡山駅

### 学園前木津線
- ：学園前駅（北） - 鶴舞橋 - 登美ケ丘一丁目 - 登美ケ丘四丁目 - 乾谷 - 山田川駅 - 神田 - 木津駅。

### 生駒木津線
- ：生駒駅南口 - 北条 - 山口川 - イモ山 - 高山芝 - 国道鹿畑 - 柘榴 - 乾谷 - 山田川駅 - 神田 -　木津駅。

※ 山口川 - 高山芝間は近鉄バス清滝線65系統（廃止。近鉄バス稲田営業所を参照）と走行経路が重複していた。

### 学園前大台ヶ原線
- 葛城営業所を参照。

### 高速やまと号 大阪・奈良埼玉線
高速路線はやまと号の埼玉大宮 - 奈良間を担当していた。USJ(ユニバーサル・スタジオ・ジャパン)が出来てからは、USJ発埼玉大宮行きとなった。しかし、利用者の落ち込みにより、2007年の2月をもって同路線は廃止された。「やまと号」の項も参照。
- ユニバーサル・スタジオ・ジャパン（USJ） - あべの橋（天王寺）バスステーション - 上本町バスセンター（大阪ゆきもあべの橋・上本町の順に運行） - 近鉄奈良駅 - 天理駅 - 大和高原都祁（針インター） - 大和高原山添（国道山添） - 赤羽駅 - 川口駅 - 南浦和駅 - 浦和駅 - 大宮駅

※ 国際興業と共同運行だったが、2007年（平成19年）2月27日の出発便をもって廃止された。

### リムジン路線
リムジンバス路線に関しては、学研けいはんなプラザ発関西空港行きを担当していたが、2010年3月31日をもって奈良営業所に移管した。「奈良交通奈良営業所」の項を参照。

## 車両
大型車が中心だが、大型短尺（9m）車やポンチョなどマイクロ（7m）車も在籍している。大型長尺車（3扉バス）も数多く在籍していた。
生駒系路と富雄・学園前系路とバスが分かれている。基本的に、生駒系路のバスにはバックアイが付いているが、富雄・学園前系路のバスにはあまり付いていない。下記大阪府のディーゼル車規制条例適合車に入れ替えるために学園前・富雄ダイヤ充当のワンステップ・バックアイ（生駒ダイヤ転入時に装着する場合もある）付き車と生駒ダイヤ充当のツーステップ・バックアイ付き車との入れ替えを行っているため、学園前・富雄ダイヤでもバックアイ装着車両の割合が増加している。
1994年式（消滅済み）以降の車両から、行き先表示器が方向幕からLED式に改造されている。
日野車が多いが、いすゞ車も入っている。また、生駒市のコミュニティーバスの『たけまる号』（日野・VF3ZCPMAC）も在籍している。
パークヒルズ田原線は、大阪府内を発着する関係から、2009年1月1日施行の自動車NOx・PM法に準じた、大阪府のディーゼル車規制条例をクリアした車両のみが限定使用されていたが、2022年3月31日に大阪府流入車規制が廃止され、この措置も終了したため、現在は車両の制限が再びなくなっている。
学園前高畑線の車両は、2010年から全便ワンステップバスで運行されていたが、奈良営業所に移管されてからはツーステップ車両も充当されるようになった。
高速バスおよびリムジンバスの撤退により、一時は北大和営業所には高速バス車両は存在していなかったが、2016年に実証実験として京都駅 - けいはんなプラザの路線（京都学研線）を開設した際に高速バス仕様車が2台再配置された。この京都学研線仕様車は、2017年10月より無料Wi-Fiを設置している。

## 歴史 - 現、奈良市西部・生駒市北部のバス路線
執筆者註: 学園前駅周辺を中心に資料を収集していたので、富雄や生駒台周辺の路線については記述が薄くなっています。「参考文献を基に」加筆してくださる協力者を求めています。
本節では、北大和営業所近辺の奈良市西部、生駒市北部のバス路線の歴史について述べる。

### 住宅地が開発される前のバス路線
北大和営業所が営業区域としている奈良市西部や生駒市北部はもともと松林が中心の山林が広がり人家のまばらな地域であった。
1914年、大阪電気軌道（大軌）の手により現在の近鉄奈良線が開通し、奈良県北西部に生駒駅、富雄駅が開設された。1925年に生駒登山自動車が生駒駅前 - 宝山寺間および生駒駅前 - 私市間の路線を開設、少なくとも1928年までには富雄川沿いの富雄駅 - 芝（現、高山芝）間で路線バスの運行が開始されている。当時、このバス路線の沿線であった富雄村では、鉄道開通の年から木橋を鉄筋コンクリート橋に架け替えるなどの道路網の近代化が行われている。1914年9月には富雄村内の郡山住道線、奈良北倭線が奈良県道に認定されている。京都府側では奈良電気鉄道の手により、現在の国道163号沿いを走るバス路線が開設され、1930年に山田川から奈良・京都府県境近くの柘榴まで乗り入れている。
1943年、戦時統合の流れから奈良県内の全てのバス路線は奈良自動車により運行されることになった。奈良自動車は社名を奈良交通と改める。
1956年、富雄町（富雄村が町制施行した町）が奈良市に合併されると、奈良市中心部への便を図るため、近鉄奈良駅 - 富雄駅間にバス路線が開設される。戦後の道路網整備が進み、1959年には阪奈道路開通による生駒駅 - 近鉄奈良駅間の路線バスの運行が開始され、1960年には富雄 - 庄田間のバス路線が庄田から大阪府県境近くの傍示まで延長された。京都府側では、1952年、奈良電気鉄道の山田川 - 柘榴間のバス路線が奈良県境を越え、現生駒市の鹿畑まで延伸、さらに1963年には鹿畑から現国道168号・国道163号交点の山口川まで延伸された。

### 住宅地開発とバス路線の開設
奈良県北西部では戦前から住宅地開発の機運が高まっていた。この中で帝塚山学園の設立と、1942年の学園前駅の設置が行われている。しかし、戦前に行われたのは菖蒲池駅南側の開発程度に留まった。
戦後、近畿日本鉄道の主導により住宅地開発が本格化した。例えば、1960年までに学園前駅付近の学園南、学園北、百楽園、公団学園前団地、登美ヶ丘の住宅地が誕生している。当時、学園前では宅地開発の波が学園前駅の北方、南方へ広がりつつあった。
1962年、近畿日本鉄道自動車局により学園前駅と住宅地を結ぶバス路線が、西郊住宅 - 学園前駅 - 登美ヶ丘（現、登美ヶ丘一丁目）間で運行を開始した。住民は徒歩での移動に苦労が多いため、住宅地の開発を主導した近畿日本鉄道に対してバスの運行を要請していたのである。奈良県北西部は丘陵地帯であるがため、開発された住宅地には坂が付き物であった。例えば、1960年当時、学園前駅付近の住宅地は駅から1.5km圏内に所在したが、駅に向かう道は坂道で、特に雨天の徒歩移動は未舗装の道がぬかるむため往生したという。雨天時は長靴を履いて徒歩で学園前駅に向かい、駅に長靴を預けて、別途持参した靴に履き替えて通勤したという話が残っている。
1年後の1963年、西郊住宅 - 学園前駅 - 登美ヶ丘間のバス路線は近畿日本鉄道から奈良交通に移管され、学園前駅 - 西郊住宅間、学園前駅 - 大和文華館 - 西郊住宅間、学園前駅 - 登美ヶ丘三丁目間の3路線に再編された。

### 輸送力増強と営業所の新設
近鉄奈良線では1964年に新生駒トンネルが完成し、それまで運行されていた中・小型車両に代わり大型車両の運行が開始された。さらに1970年には近鉄難波線が開通し、近鉄奈良駅からの電車の大阪市中心部への直通するようになり、大阪市内への通勤が至便となった。これら近鉄奈良線の輸送力増強に合わせて、奈良県内の近鉄奈良線沿線では学園前駅を中心に大規模なベッドタウンの開発がより盛んになった。
これら通勤需要に対応すべく、1966年、奈良交通は奈良市二名町（現、学園北1丁目、サンライフ学園前）に西奈良営業所を開設し、車両の増備、運行の増回などに力を入れてゆく。路線の延伸も進み、1965年までに赤膚山、学園大和町五丁目、登美ヶ丘五丁目まで到達、1973年までに大渕橋経由登美ヶ丘三丁目、中登美ヶ丘一丁目（現、中登美ヶ丘団地）、千代ヶ丘二丁目、西登美ヶ丘五丁目、国道鹿畑、百楽園四丁目まで到達している。
また、朝夕ラッシュの乗客集中に対応するための乗客サービスの向上も図られた。1967年には学園前駅 - 登美ヶ丘三丁目 - 中登美団地（現、中登美ヶ丘二丁目）間のバス路線に急行系統が新設された。1969年には学園前駅南口にバスターミナルが整備された。1973年には学園前駅発着の各路線に系統番号制が導入され、さらに低床式3扉バスの運行が開始された。

### 北大和営業所の開設と路線の発展
奈良県北西部では、1970年代後半を過ぎても大規模な住宅地開発が相次ぎ、バス路線網は拡大していった。更なる輸送力強化を図るため、1978年、奈良交通は生駒市上町の現在地に北大和営業所を新設、手狭となっていた生駒支所（発展させる形で廃止）および西奈良営業所のそれぞれの機能を、北大和営業所へ集約させた。
学園前駅発着のバス路線は1982年までに鹿ノ台北二丁目、松陽台二丁目へ到達した。1981年には奈良交通の住宅地路線としては初めて、学園前駅発着路線の6区間で夜間自由乗降指定地を設置した。富雄駅では1974年に南口駅前広場が完成し、バス発着の主力を駅西方にあったバス乗り場から南口駅前広場に移した。1975年には富雄駅と富雄南住宅地を結ぶ富雄南住宅線系統が開設された。また、同じ1975年、富雄庄田線に北大和高校（現、奈良北高校）や真弓住宅（現、真弓三丁目）へ分岐する系統を新設している。さらに1982年には真弓住宅 - 真弓東口間を延伸している。1968年に開業した東生駒駅では1975年に東生駒団地線が東生駒四丁目まで延伸され、東生駒駅 - あすか野センター間に生駒ニュータウン線が開設された。生駒ニュータウン線は1983年に生駒駅への乗り入れを開始している。

### 更なる延伸と定時制の確保
現在の生駒ダイヤを1991年に組織新設した生駒営業所、現在の学園前・富雄ダイヤを北大和営業所が管轄していた。両営業所とも同じ場所（現在地）に所在していたが、のち北大和営業所へ統合された。現在の北大和営業所に「○○ダイヤ」という地区別の呼称が存在するのはこの経緯のためである。当時は北大和営業所管内が奈良交通にとってのドル箱であり、積極的な路線開設・増発増便・所有車両の増備・車内テレビによる広報・他の営業所から北大和営業所への運転者の転属を行っていた。当時の営業所構内の池にカモや金魚などが飼われていたが、これはバスの洗浄などに使った汚水を浄化して営業所外の河川や下水道に流しても安全であることを示すためである。

### 近鉄けいはんな線の開通による路線再編以降
奈良交通北大和営業所管内の路線はほとんどが近鉄奈良線の各駅と住宅地を結ぶ路線で構築されていた。
しかし、近鉄けいはんな線が奈良市・生駒市の住宅地を貫通するように開通したため、奈良交通は北大和営業所の大幅な路線再編を行った。
けいはんな線開通に伴い、バス利用者が減少したため、北大和営業所管内路線の収益の一部を原資にしていた、奈良県東部・南部を主とした赤字路線の維持する内部補てんの方法が困難になった。そのため、北大和営業所管内を含めて、多くの路線で休止や廃止を余儀なくされた。けいはんな線開通の影響が奈良交通のバス路線全体、ひいては奈良県内のバス路線全体に及んだ。
一方で、北大和営業所では、営業運行区間が全区間京都府内に位置しているため、本来であれば京都営業所あるいは平城営業所の管轄となる京都学研線を実証実験段階より本営業所において担当しているが、同路線が高い乗車率を維持する路線となったことで、2018年秋より平日のみではあるが、本格運行を実施するようになった。

## 年表
- 1937年： 北和乗合自動車が生駒登山自動車に富雄 - 庄田間のバス路線を譲渡。
- 1939年： 大阪電気軌道が生駒登山自動車の全株式を取得し完全子会社とする。
- 1941年： 富雄 - 庄田間のバス路線を休止。富雄 - 芝（現：高山芝）間に乗合馬車を運行開始。
- 1943年： 奈良県下のバス事業を奈良自動車に統合、社名を奈良交通へ変更。
- 1956年： 富雄町が奈良市へ合併。奈良市中心部との便を図るため、近鉄奈良駅 - 富雄駅間にバス路線開設。当時の所要時間は約30分であった。
- 1959年： 阪奈道路 が開通。開通に合わせて近鉄奈良駅 - 生駒駅間にバス路線開設。当時の所要時間は約28分であった。
- 1960年： 富雄庄田線が庄田から傍示まで延長される。
- 1962年： 近畿日本鉄道自動車局（現：近鉄バス）が西郊住宅 - 学園前駅 - 登美ヶ丘（現：登美ヶ丘一丁目）間にバスの運行を開始。
- 1963年： 生駒支所を生駒市谷田町（現在は奈良近鉄タクシー生駒営業所の敷地）へ移設。学園前駅経由のバス路線の運行を奈良交通が継承。奈良交通が学園前駅 - 西郊住宅間、学園前駅 - 大和文華館 - 西郊住宅間、学園前駅 - 登美ヶ丘三丁目間のバス路線開設。
- 1964年： 生駒支所を生駒営業所とする。
- 1965年： 学園前駅 - 西郊住宅間のバス路線が西郊住宅から奈良国際ゴルフ場、さらに赤膚山まで延伸される。また、西郊住宅から学園大和町二丁目まで延伸される。
- 1965年： 学園前駅 - 登美ヶ丘三丁目間のバス路線が登美ヶ丘五丁目まで延伸される。
- 1966年： 西奈良営業所を奈良市二名町（現：学園北1丁目、現在はマンション「サンライフ学園前」の敷地）に新設、これにより生駒営業所を再び生駒支所とする。この頃より学園前地区のバス増発が本格化する。学園前駅 - 登美ヶ丘一丁目 - 大渕橋 - 登美ヶ丘三丁目間にバス路線が新設される。
- 1967年： 学園前駅 - 登美ヶ丘五丁目間のバス路線が登美ヶ丘東一丁目（現：東登美ヶ丘一丁目）まで延伸される。学園前駅 - 登美ヶ丘三丁目 - 中登美団地（現：中登美ヶ丘二丁目）間のバス路線に急行系統が新設される。
- 1968年： 東生駒駅の開業に伴い私市線（京阪私市 - 生駒駅南口間）が東生駒駅経由に変更される。学園前駅 - 大渕橋 - 中登美ヶ丘一丁目（現：中登美ヶ丘団地）間にバス路線新設される。学園前駅 - 登美ヶ丘三丁目 - 木津駅間、学園前駅 - 登美ヶ丘三丁目 - 国道鹿畑間にバス路線新設される。
- 1969年： 学園前駅南口バスターミナルが開設される。
- 1970年： 学園前駅 - 学園大和町二丁目 - 千代ヶ丘二丁目間のバス路線が新設される。
- 1971年： 学園前駅 - 大渕橋 - 登美ヶ丘西四丁目（現：西登美ヶ丘四丁目） - 西登美ヶ丘五丁目間にバス路線が新設される。
- 1972年： 学園前駅 - 百楽園四丁目間にバス路線が新設される。
- 1973年： 旧奈良電気鉄道の運行路線だった近鉄バス上狛営業所の廃止に伴い、木津高山線と生駒木津線が近畿日本鉄道から奈良交通へ移管（両系統は奈良営業所の担当となった）。
- 1974年： 生駒支所担当であった京阪私市 - 東生駒駅 - 生駒駅南口間の私市線、および富雄駅 - 傍示間の庄田線、生駒駅北口 - 傍示間の生駒庄田線、富雄駅 - 近鉄郡山駅間の富雄郡山線におけるボンネットバスによる運行を終了。
- 1975年： 富雄駅 - 北大和高校（現：奈良北高校）間、富雄駅 - 真弓住宅（現：真弓三丁目）間にバス路線が新設される。
- 1978年： 北大和営業所を現在地に新設。これにより生駒支所→廃止、西奈良営業所→西奈良支所になる。学園前駅 - 登美ヶ丘三丁目 - 鹿ノ台東一丁目 - 鹿ノ台北二丁目間にバス路線が新設される。
- 1981年： 学園前駅発着の路線に夜間自由乗降指定地が設定される。
- 1982年： 学園前駅 - 西登美ヶ丘四丁目 - 松陽台二丁目間にバス路線が新設される。
- 1983年： 高の原駅 - 東登美ケ丘一丁目にバス路線が新設され、北大和営業所が初めて高の原へ乗り入れる。
- 1984年： 学園前駅 - 朝日町二丁目東間にバス路線が新設される。学園前駅 - 中登美ヶ丘二丁目 - 東登美ヶ丘五丁目間にバス路線が新設される。学園前駅 - 千代ヶ丘二丁目 - 西千代ヶ丘二丁目間にバス路線が新設される。学園前駅 - 近鉄奈良駅 - 高畑町間にバス路線が新設される。
- 1985年： 交通規制が開始され、朝ラッシュ時に学園前駅南北道路が一般車進入禁止となる。学園前駅 - 松陽台二丁目間のバス路線が、真弓東口（現在は廃止）、真弓一丁目、北大和高校（現：奈良北高校）まで延伸される。
- 1986年： 学園前駅 - 百楽園四丁目間のバス路線が学園緑ヶ丘一丁目まで延伸される。
- 1987年： 学園前駅 - 東登美ヶ丘五丁目間のバス路線が東登美ヶ丘六丁目東まで延伸される。
- 1988年： 学園前駅 - 真弓一丁目 - 北大和五丁目間にバス路線が新設される。学園前駅 - 藤ノ木台四丁目 - 富雄若草台（現、若草台）間にバス路線が新設される。
- 1989年： 近畿地方で初めて、深夜割増運賃を徴収する深夜バスの運行が開始される。近鉄奈良線終電後に運行される深夜急行バス「はんな号」の運行が開始される。
- 1990年： 学園前駅 - 東登美ヶ丘一丁目 - 高の原駅間にバス路線が新設される。
- 1991年： 生駒営業所を新設（所在地は北大和営業所内）。生駒地区の各路線を同営業所へ移管。
- 1992年： 学園前駅 - 国道鹿畑間のバス路線が高山サイエンスタウンまで延伸される。
- 1994年： 学園前高の原線と学園前北線のうち1系統・6系統を平城営業所へ移管。
- 1997年： 学園前駅 - 中登美ヶ丘団地間のバス路線が中登美ヶ丘四丁目まで延伸される。
- 1998年： 生駒営業所を廃止（北大和営業所へ統合）。
- 2006年： 近鉄けいはんな線の開業に伴う大幅な路線再編を実施[4]。
- 2013年： 学園前駅発着の急行の運転時間を見直し、学園前駅ゆきは朝の一部と夕方の全便、学園前駅発は土曜・休日の一部の系統を各停に格下げ。
- 2016年： 京都府・京阪バス・奈良交通の共同施策により、京都学研線の実証実験運行を1年間の期限で京阪バスと共同で開始。
- 2017年: 京都学研線を一部区間を新名神高速道路経由に変更し、実証実験運行期限を1年間延長。
- 2018年： 京都学研線における実証実験運行期限が終了したが、開始より2年間の実証実験の実績や乗車率などを考慮して京都府・京阪バス・奈良交通において協議と検討をした結果、実証実験終了後も本格運行に移行して路線営業を継続することを決定した。

## 脚註
1. ↑  路線バスの運行について―平成30年5月1日（火）より― - 奈良交通、2018年4月20日
2. ↑  路線バスの運行について－平成26年4月1日（火）より－ - 奈良交通、2014年3月18日
3. 1 2 3 4 5  “路線バスの運行について　―平成25年3月17日（日）より―”.   奈良交通 (2013年3月8日). 2013年3月8日閲覧。
4. 1 2 3 4 5 6 7 8 9 10 11 12 13 14 15 16  “けいはんな線開業に伴うバス路線再編成のお知らせ”.   奈良交通 (2006年3月10日). 2006年4月11日時点のオリジナルよりアーカイブ。2006年3月10日閲覧。
5. ↑  “ダイヤ改正について”.   奈良交通 (2010年3月12日). 2010年3月24日時点のオリジナルよりアーカイブ。2010年3月12日閲覧。
6. ↑  “志貴高校線ほか4路線の路線休止について”.   奈良交通 (2007年3月22日). 2007年8月17日時点のオリジナルよりアーカイブ。2007年3月22日閲覧。
7. ↑  “「ダイヤ改正について」”.   奈良交通 (2011年3月9日). 2011年10月19日時点のオリジナルよりアーカイブ。2011年3月9日閲覧。
8. ↑  西ノ京高等学校公式サイト
9. 1 2  路線バスの運行について－平成27年4月1日（水）より－ - 奈良交通、2015年3月24日
10. ↑  「広域な基幹路線の運行について」
11. ↑  “ダイヤ改正について”.   奈良交通 (2008年12月10日). 2009年4月28日時点のオリジナルよりアーカイブ。2008年12月10日閲覧。
12. 1 2  路線バスの運行について 奈良交通、2013年6月10日
13. ↑  “夜行高速バス「やまと号」大阪・奈良埼玉線の廃止について”.   奈良交通 (2006年12月27日). 2007年2月14日時点のオリジナルよりアーカイブ。2006年12月27日閲覧。
14. ↑  住井編 10-12頁
15. ↑  奈良交通編 14頁
16. ↑  富雄町史 121頁
17. 1 2  奈良電気鉄道株式会社社史編纂委員会編 170-171頁
18. ↑  奈良交通編 35頁
19. 1 2  奈良交通編 年表頁
20. ↑  住井編 19頁
21. ↑  住井編 57頁
22. ↑  学園南三丁目中自治会編より
23. 1 2 3  住井編 21頁
24. 1 2  奈良交通編 79頁
25. ↑  参考文献のまま。当時の一般的なバスに対して低床であるという意味であり、2008年現在の低床式ノンステップバスとは異なる。
26. 1 2  奈良交通編 104頁
27. ↑  奈良交通のバス路線では停留所に準じて利用できる自由乗降指定地が設置される場合がある。住宅地の路線の場合、乗車降車とも停留所もしくは乗降指定地で取り扱う。山間部の路線の場合、乗車は自由乗車区間ならばどこでも可能、降車は停留所もしくは降車指定地で取り扱う。
28. ↑  奈良交通「奈良交通50年史」